# Chiesa di San Moisè
La chiesa di San Mosè Profeta vulgo San Moisè è una luogo di culto cattolico della città di Venezia, situato nel sestiere di San Marco. 
Di antica fondazione, venne edificata nelle attuali forme nel XVII secolo. Chiesa colleggiata sino al 1807, perse il titolo parrocchiale nel 1810 per recuperarlo nel 1967. Inserita nell'unione parrocchiale della Comunità Marciana, dal settembre 2024 è una delle chiese della grande parrocchia del Santissimo Salvatore e Santo Stefano che comprende le chiese di San Salvador, Santo Stefano, San Zulian, Santa Maria del Giglio e San Zaccaria.
La chiesa, celebre per la sua particolare facciata, conserva innumerevoli tesori artistici e spirituali, come il corpo di Sant'Antonino Martire (proveniente dalle catacombe romane) e una importante reliquia di Sant'Antonio di Padova.
Innanzi alla facciata, sulla destra, sul luogo dell'Hotel Bauer, si trovava la Scuola dei Fàveri o dei Favri, la sede della confraternita dei fabbri-ferrai. Poco distante sorgeva anche l'omonimo storico teatro d'opera, il teatro San Moisè. 

## Storia

### Fondazione
Secondo le cronache antiche, l'edificio sarebbe stato fondato tra la fine dell'VIII e l'inizio del IX secolo dalle famiglie degli Artigeri e degli Scoparii. Il Sansovino colloca l'evento nell'anno 796, senza tuttavia riportare riferimenti precisi. Una tradizione vorrebbe che la chiesa fosse inizialmente dedicata a san Vittore, ma nel 947, riedificata da Moisè Valier, sarebbe stata consacrata al personaggio biblico di cui portava il nome. Sebbene le testimonianze più remote risalgano a non prima del XII secolo, esse dimostrano come i diritti della cura d'anime fossero già ben consolidati, confermando l'antica tradizione del titolo plebano assunto sin dai tempi di fondazione.

### I rifacimenti
L'edificio venne ricostruito più volte: il rifacimento del X secolo venne sostituito da un nuovo edifcio nel 1105 a seguito del noto incendio che devastò Venezia. Di quest'edificio, a tre navate, rimane raffigurazione nella celebra pianta del de' Barbari. L'ultima ricostruzione avvenne nel 1632  sostenuta economicamente dalla famiglia patrizia Fini, ricostruzione che risparmiò il campanile, portato in altezza nel corso del Cinquecento.

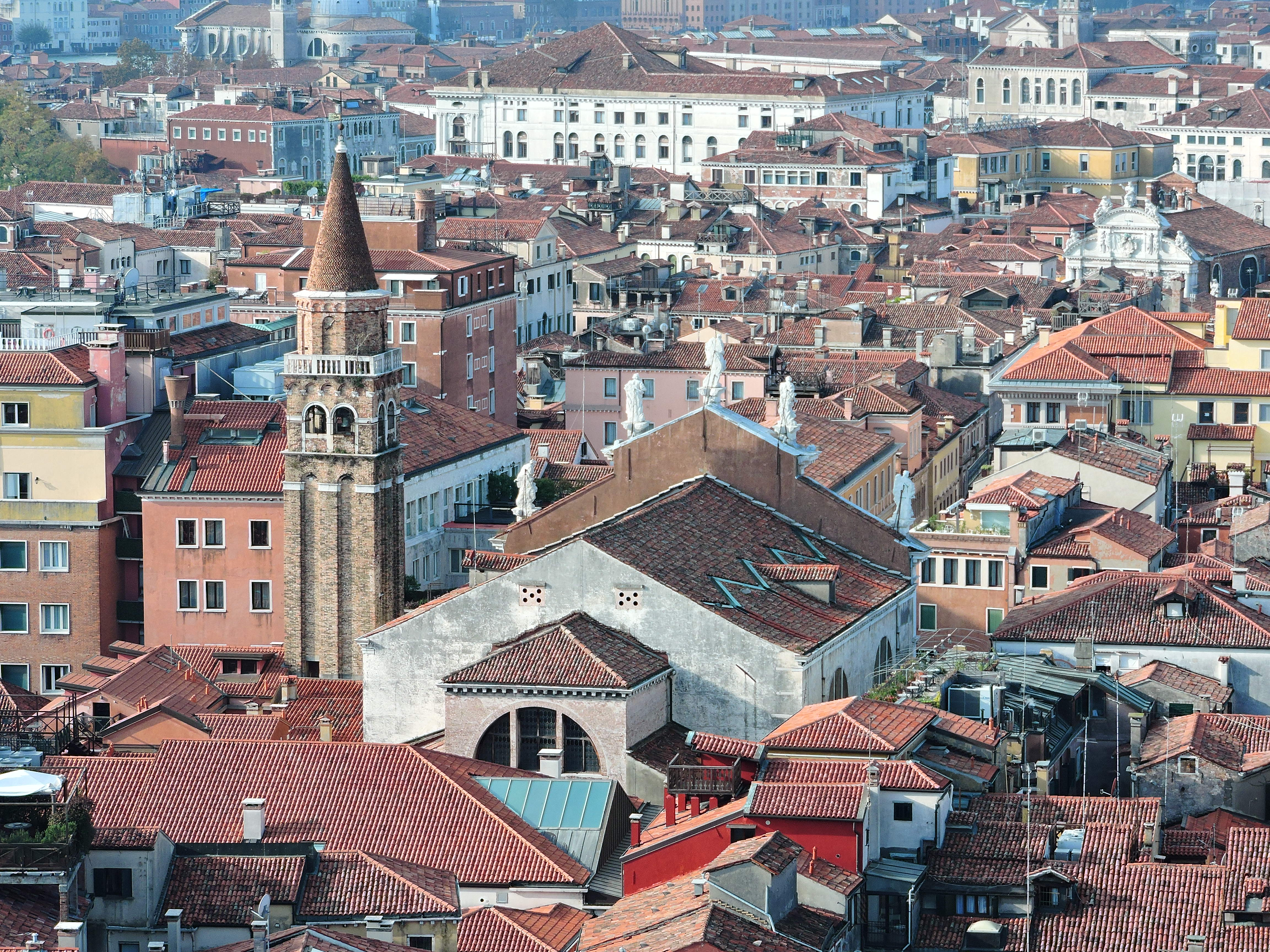
Veduta posteriore della chiesa, con il campanile unico elemento supersite della chiesa medievale.

### Amministrazione e parrocchialità
Era amministrata dagli abitanti laici della parrocchia, cui spettava anche la nomina del pievano. Lo dimostrano indirettamente dei documenti degli anni 1520, dove si afferma che il diritto di voto fu concesso anche ai Procuratori di San Marco, pur non possedendo immobili nel territorio di San Moisè. Almeno dal tardo Duecento fu inoltre collegiata e ciò fino al 1807, quando il capitolo dovette essere ridotto a causa del beneficio insufficiente a sostenere un maggior numero di sacerdoti. Con il passare del tempo, tuttavia, la cura delle anime venne amministrata dal solo pievano, talora affiancato da un sacrista.
Con gli editti napoleonici del 1810 fu ridotta a sussidiaria della San Marco, divenuta nel 1807, oltre che cattedrale del patriarcato di Venezia, anche parrocchiale con giurisdizione sui territori delle soppresse San Giovanni Nuovo e San Basso
Nel 1967 la cura delle anime venne separata dal capitolo patriarcale e la sede della parrocchia tornò a San Moisè. Il suo territorio comprendeva, oltre alla basilica, le chiese officiate di Santa Maria del Giglio (rettoriale), San Fantin (vicariale) e Santa Croce degli Armeni (dove si svolge il rito armeno-cattolico). Dal 2024 è una delle chiese della Parrocchia del Santissimo Salvatore e Santo Stefano. 

## Descrizione

### Facciata
La facciata fu realizzata nel 1668 grazie al finanziamento dei fratelli Vincenzo (30 000 ducati) e Girolamo Fini (60 000 ducati) che, secondo le loro volontà, furono effigiati su due busti posti sopra gli ingressi laterali. Il progetto è del padovano Alessandro Tremignon, fratello dell'allora parroco Andrea.
Aspramente criticata da Pietro Selvatico, che la definì «culmine d'ogni architettonica follia, sregolatezza di una meschina mente a cui manca l'ingegno della distribuzione e dell'armonia nelle parti», e da John Ruskin che la disprezzò come una «manifestazione d'insolito ateismo» l'opera è in effetti costituita da elementi così diversi tra loro da risultare priva di coordinazione. D'altro canto, l'insieme risulta in qualche modo armonizzato grazie all'impiego di due ordini, che ne hanno smorzato lo sviluppo verso l'alto, e l'utilizzo di campiture meno rilevate, tra cui la liscia superficie del timpano, nel quale compare solo lo stemma della famiglia Fini.

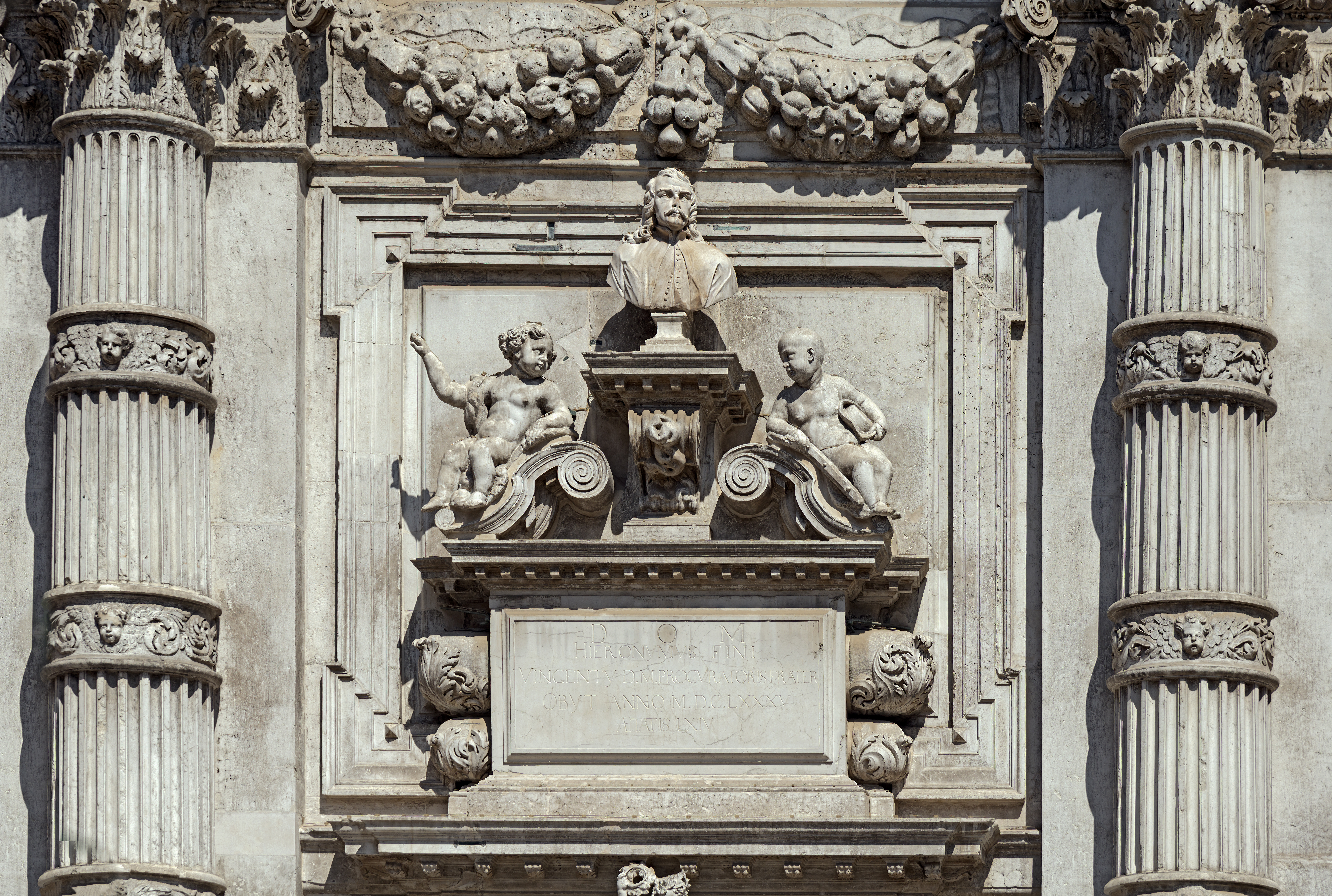
Cenotafio di Girolamo Fini
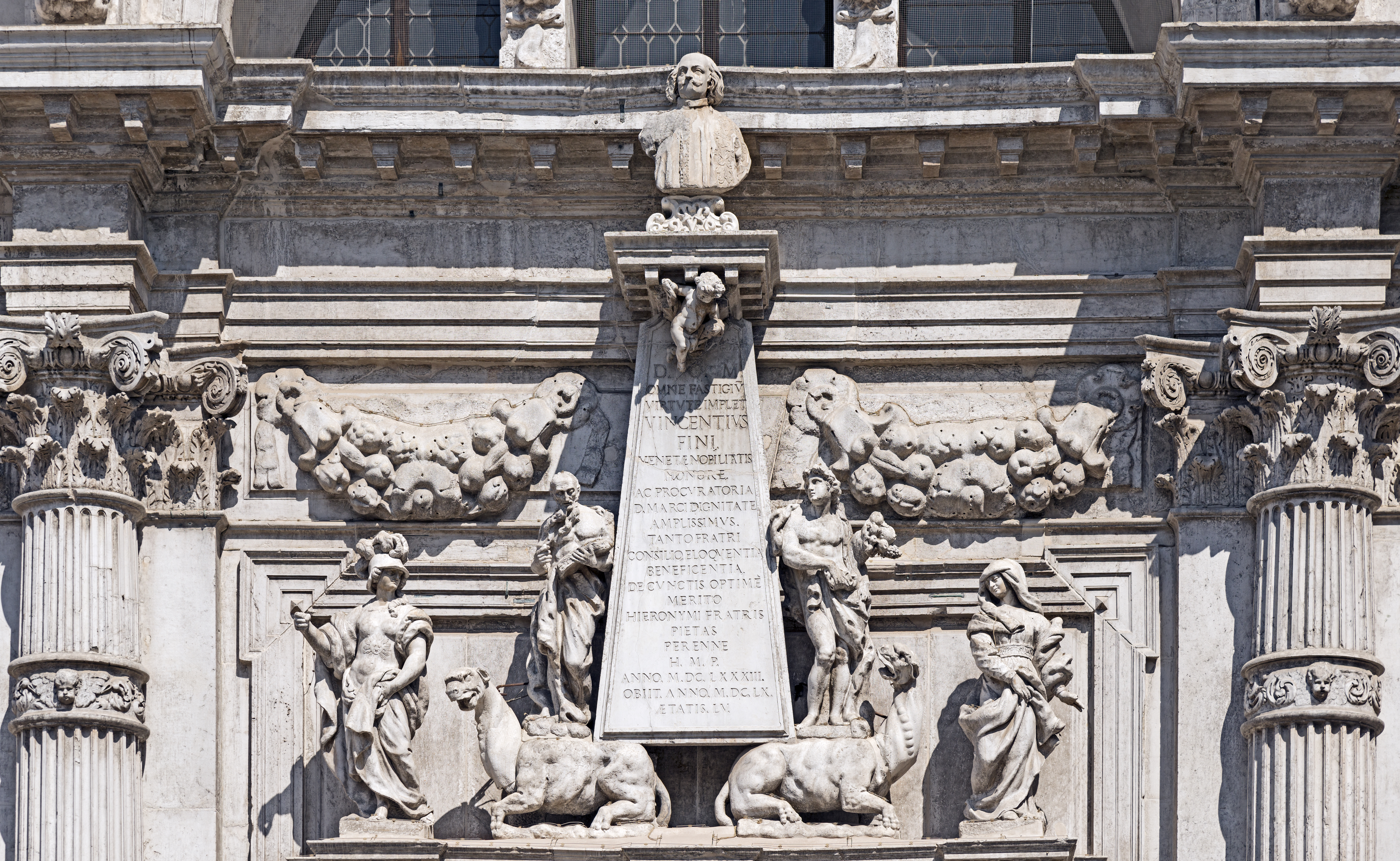
Monumento di Vincenzo Fini
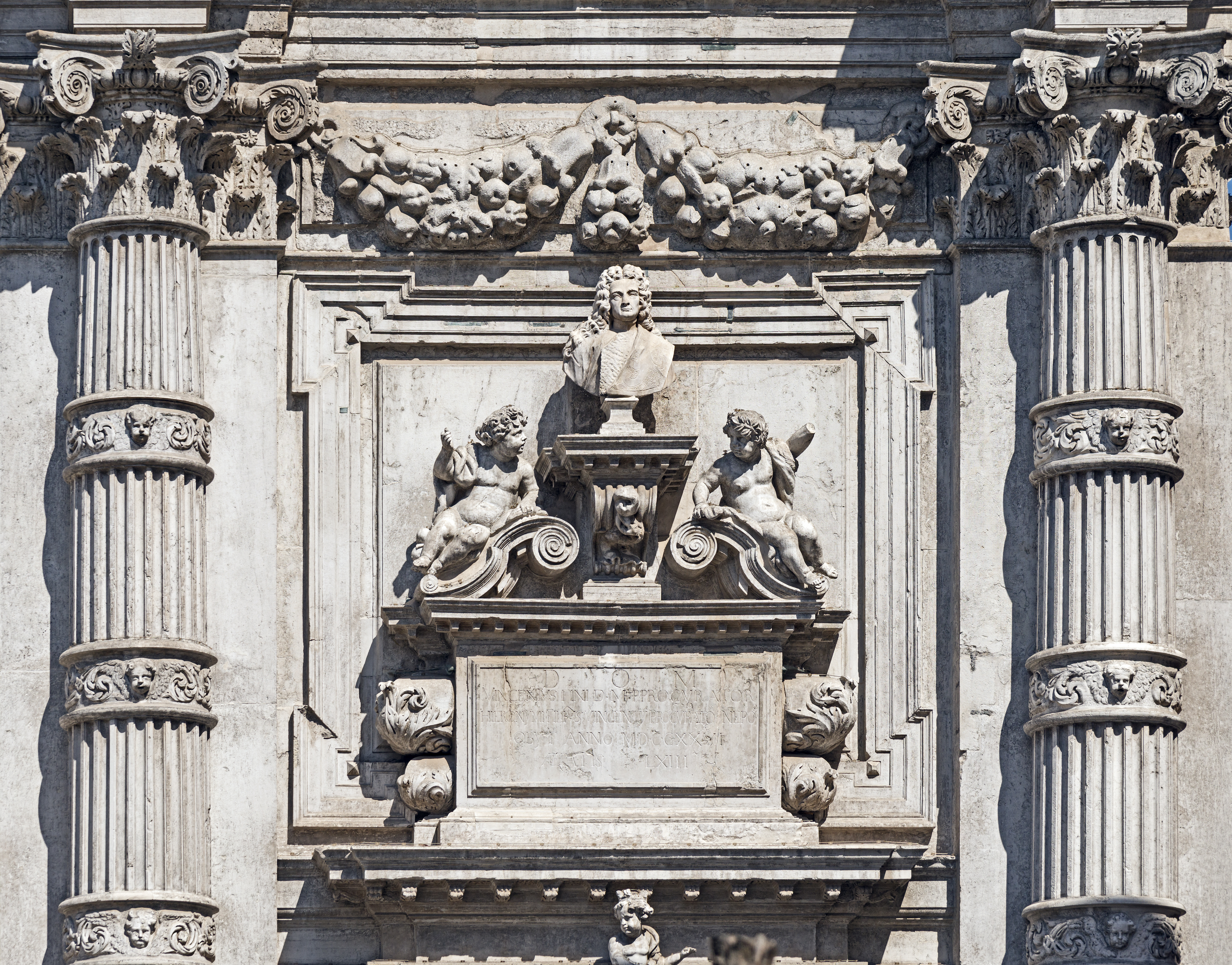
Cenotafio di Vincenzo Fini

### Interni

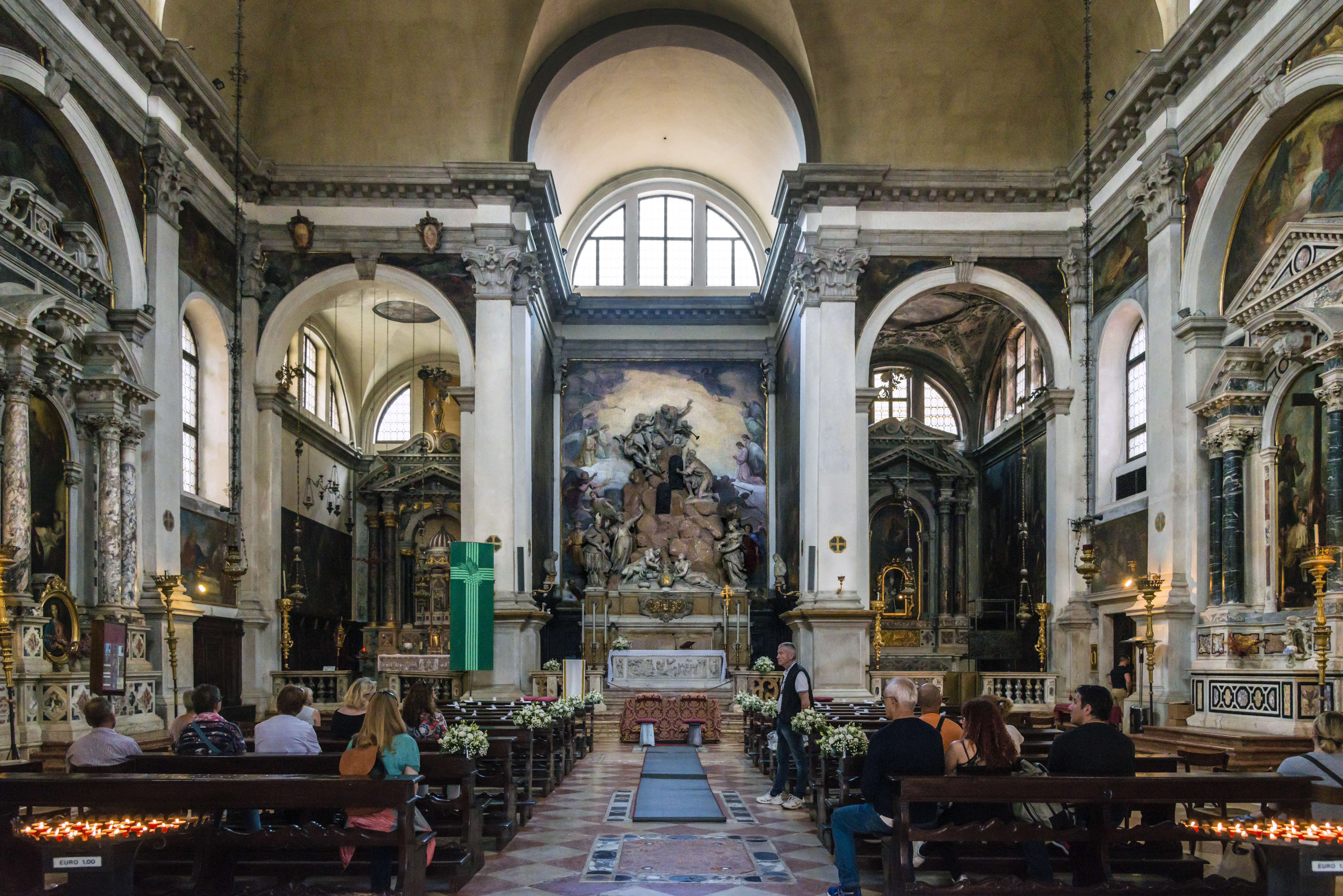
Veduta dell'interno.

Si devono sempre al Tremignon anche l'altare della Natività di Maria (commissionatagli dalla Scuola dei Orbi nel 1670) e l'altare maggiore (costruito tra il 1685 e il 1688). Quest'ultimo è ornato dalle sculture di Enrico Merengo, mentre lo sfondo pittorico con angeli è del pittore veneziano Michelangelo Morlaiter; il paliotto in bronzo reca la Deposizione concepita nel 1633 da Niccolò Roccatagliata e dal figlio Sebastiano.
Tra gli altri dipinti è possibile ammirare la Lavanda dei piedi del Tintoretto, un'Ultima cena attribuita a Palma il Giovane, e due importanti opere di Girolamo Brusaferro: la Sommersione del Faraone (1706) e l'Elevazione della Croce (1727).
Tra le innumerevoli pietre tombali di patrizi o confraternite veneziane che, più o meno raffinate, cospargono la pavimentazione della chiesa la semplice incisione su di un quadrotto lapideo segnala il punto di traslazione delle ossa del finanziere scozzese John Law, fondatore della Compagnia d'Occidente finalizzata allo sviluppo della valle del Mississippi e che si ritirò a vivere a Venezia negli ultimi anni di vita, dopo aver subito una serie di rovesci finanziari.
Anche nella sagrestia si trovano opere di Michelangelo Morlaiter: San Matteo, San Vincenzo Ferrari, San Carlo Borromeo.